# كوين ايت بيلير
كوين ايت بيلير هي شركة استشارات وهندسة عالمية مقرها يقع في بلدية جينيفيلييه في إقليم أو-دو-سين، فرنسا . وهم متخصصون في مشاريع البنية التحتية مثل السدود ومحطات الطاقة النووية والطاقة الكهرومائية والطرق والأنفاق وغيرها من المرافق تحت سطح الأرض. تقوم الشركة أيضًا بإجراء تقييم الأثر البيئي والاجتماعي. تعمل شركة كويني ايت بيلير عبر 43 مكتبًا في آسيا وأوروبا والأمريكتين وأفريقيا. تم إنشاء الشركة بواسطة أندريه كوين وهي شركة تابعة لتراستيبيل . 

## تاريخ الشركة
أسس الشركة أندريه كوين في عام 1947 تحت اسم أندريه كوين ايت جيان بيلير للاستشارات الهندسية. بعض من المشاريع العديدة التي صممتها الشركة ، سد تيني في فرنسا الذي اكتمل عام 1952 وتلاه سد بن الويدان في المغرب عام 1953. في عام 1959 ، تم الانتهاء من سد كاريبا على طول الحدود بين زامبيا وزيمبابوي. فشل سد مالباسيت في فرنسا ، الذي تم الانتهاء منه في عام 1954 ، بشكل مأساوي. في نفس العام ، اكتمل العمل في مفاعلين في موقع ماركول النووي في دولة فرنسا إلى جانب سد ياتي في كاليدونيا الجديدة (مجموعة جزر في المحيط الهادئ تتبع إداريا إلى فرنسا). في عام 1960 ، تم الانتهاء من سد سيري-بونسون وتوفي أندريه كوين حينها.